# Афелінові
Афелінові (Aphelinidae) — середня за розміром родина наїзників, в якій описано близько 1160 видів з 35 родів. Серед тих, хто успішно вивчав комах цієї групи — ентомолог О.О. Оглоблін.

## Роди
| - Ablerus - Allomymar - Aphelinus - Aphytis - Bardylis - Botryoideclava - Cales - Centrodora - Coccobius | - Coccophagoides - Coccophagus - Dirphys - Encarsia - Eretmocerus - Eriaphytis - Eunotiscus - Euryischia - Euryischomyia | - Eutrichosomella - Hirtaphelinus - Lounsburyia - Marietta - Marlattiella - Metanthemus - Myiocnema - Oenrobia | - Proaphelinoides - Promuscidea - Prophyscus - Protaphelinus - Pteroptrix - Samariola - Timberlakiella - Verekia |